# 18. armada (Wehrmacht)
Za druge 18. armade glejte 18. armada.
18. armada (izvirno nemško 18. Armee) je bila armada v sestavi Heera (Wehrmacht) med drugo svetovno vojno.

## Vojna služba
| Datum                        | Nadrejeno poveljstvo    | Področje (vir) |
| december 1939 - januar 1940  | Armadna skupina B       | Zahodna Evropa |
| januar 1940 - junij 1940     | Armadna skupina B       | Zahodna Evropa |
| junij 1940 - september 1940  | Oberkommando des Heeres | Vzhod          |
| september 1940 - januar 1941 | Armadna skupina B       | Vzhod          |
| januar 1941 - maj 1941       | Armadna skupina B       | Vzhod          |
| maj 1941 - junij 1941        | Armadna skupina C       | Vzhod          |
| junij 1941 - februar 1945    | Armadna skupina Sever   | Vzhodna fronta |
| februar 1945 - maj 1945      | Armadna skupina Kurland | Vzhodna fronta |

## Organizacija

### Stalne enote
- 18. Armee-Oberkommando

### Dodeljene enote
17. januar 1940
- X. Armeekorps

29. februar 1940
- XXVI. Armeekorps
- X. Armeekorps
- 1. konjeniška divizija

10. maj 1940
- XXVI. Armeekorps
- X. Armeekorps
- SS-Verfügungstruppe
- 9. tankovska armada
- 208. pehotna divizija
- 225. pehotna divizija

21. julij 1940 XVII
- XXXIV. Armeekorps
- III. Armeekorps
- XXXV. Armeekorps
- XXX. Armeekorps
- XXVI. Armeekorps
- XXXXIV. Armeekorps
- XIX. Armeekorps

13. september 1940
- I. Armeekorps
- XXVI. Armeekorps
- XVI. Armeekorps

1. januar 1941
- I. Armeekorps
- XXVI. Armeekorps
- XVI. Armeekorps

22. februar 1941
- I. Armeekorps
- XXVI. Armeekorps
- Panzergruppe 4

20. junij 1941
- I. Armeekorps
- XXVI. Armeekorps
- 291. pehotna divizija

7. avgust 1941
- XXXXII. Armeekorps
- XXVI. Armeekorps

2. oktober 1941
- L. Armeekorps
- XXVI. Armeekorps
- XXXXII. Armeekorps
- XXXVIII. Armeekorps

2. januar 1942
- L. Armeekorps
- XXVI. Armeekorps
- XXVIII. Armeekorps
- I. Armeekorps

5. april 1942
- L. Armeekorps
- XXVI. Armeekorps
- XXVIII. Armeekorps
- XXXVIII. Armeekorps
- I. Armeekorps

9. julij 1942
- L. Armeekorps
- XXVI. Armeekorps
- XXVIII. Armeekorps
- XXXVIII. Armeekorps
- I. Armeekorps
- 12. tankovska divizija

14. avgust 1942
- L. Armeekorps
- XXVI. Armeekorps
- XXVIII. Armeekorps
- XXXVIII. Armeekorps
- I. Armeekorps
- 170. pehotna divizija

14. september 1942
- XXVIII. Armeekorps
- XXXVIII. Armeekorps
- I. Armeekorps

14. oktober 1942
- XXVIII. Armeekorps
- XXXVIII. Armeekorps
- I. Armeekorps

14. november 1942
- L. Armeekorps
- LIV. Armeekorps
- XXVI. Armeekorps
- XXVIII. Armeekorps
- XXXVIII. Armeekorps
- I. Armeekorps

24. december 1942
- III. Flak-Korpss
- L. Armeekorps
- LIV. Armeekorps
- XXVI. Armeekorps
- XXVIII. Armeekorps
- XXXVIII. Armeekorps
- I. Armeekorps

4. marec 1943
- III. Luftwaffen-Feld-Korps
- L. Armeekorps
- LIV. Armeekorps
- XVI. Armeekorps
- XXVIII. Armeekorps
- XXXVIII. Armeekorps
- I. Armeekorps

7. julij 1943
- III. Luftwaffen-Feld-Korps
- XXVI. Armeekorps
- LIV. Armeekorps
- L. Armeekorps
- XXVIII. Armeekorps
- XXXVIII. Armeekorps
- I. Armeekorps
- 121. pehotna divizija
- 328. pehotna divizija

4. oktober 1943
- III. Luftwaffen-Feld-Korps
- XXVI. Armeekorps
- LIV. Armeekorps
- L. Armeekorps
- XXVIII. Armeekorps
- XXXVIII. Armeekorps

1. januar 1944
- XXVI. Armeekorps
- LIV. Armeekorps
- L. Armeekorps
- XXVIII. Armeekorps
- XXXVIII. Armeekorps
- III. (germanisches) SS-Panzer-Korps
- SS-Division »Nederland«

15. april 1944
- XXVIII. Armeekorps
- XXXVIII. Armeekorps
- IV. SS-Panzerkorps
- X. Armeekorps
- L. Armeekorps
- 207. pehotna divizija
- Divizija za posebne namene

31. avgust 1944
- XXVIII. Armeekorps
- XXXVIII. Armeekorps
- IV. SS-Panzerkorps
- X. Armeekorps
- L. Armeekorps
- 14. tankovska divizija

5. november 1944
- I. Armeekorps
- II. Armeekorps
- X. Armeekorps
- III. (germanisches) SS-Panzer-Korps
- 52. pehotna divizija
- 300. pehotna divizija
- 563. pehotna divizija

19. februar 1945
- I. Armeekorps
- II. Armeekorps
- X. Armeekorps
- 52. pehotna divizija
- 14. tankovska divizija

## Poveljstvo
Poveljnik
- Generalfeldmarschall Georg von Küchler (5. november 1939 - 16. januar 1942)
- Generalpolkovnik Georg Lindemann (16. januar 1942 - 29. marec 1944)
- General artilerije Herbert Loch (29. marec - 2. september 1944)
- General pehote Ehrenfried-Oskar Boege (5. september 1944 - 8. maj 1945)